# Горењи Лази
Горењи Лази (словен. Gorenji Lazi) су насељено место у општини Рибница, регија Југоисточна Словенија, Словенија.

## Историја
До територијалне реорганизације у Словенији били су у саставу старе општине Рибница.

## Становништво
У попису становништва из 2011. године, Горењи Лази су имали 38 становника.
| Број становника према пописима | Број становника према пописима | Број становника према пописима |
| ------------------------------ | ------------------------------ | ------------------------------ |
| 1991                           | 2002                           | 2011                           |
| 29                             | 32                             | 38                             |